# Oomph! (album)
Oomph! – pierwszy album zespołu Oomph!, wydany w 1992 roku. Utwory z owego albumu charakteryzują się większą ilością elektronicznych brzmień niż piosenki z następnych wydawnictw grupy, stylistycznie zbliżone są do Nitzer Ebb. Jest to jedyny album zespołu wydany przez Machinery Records. W 2004 roku wytwórnia Mayan Records wydała reedycję albumu z dodatkowymi remixami.

## Lista utworów
1. Mein Herz (moje serce)
2. Me Inside You (ja wewnątrz ciebie)
3. Der neue Gott (nowy bóg)
4. No Heart, No Pain (bez serca, bez bólu)
5. Breathe (oddech)
6. Gleichschritt (maszerować)
7. Under Pressure (pod naciskiem)
8. Wir leben (żyjemy)
9. Purple Skin (fioletowa skóra)
10. Ich bin Du (jestem tobą)
11. Der neue Gott (bonus)

## Lista utworów z reedycji
1. Mein Herz
2. Me Inside You
3. Der neue Gott
4. No Heart, No Pain
5. Breathe
6. Gleichschritt
7. Under Pressure
8. Wir leben
9. Purple Skin
10. Ich bin Du
11. Sick Song (chora piosenka)
12. Der Neue Gott (Machinery Mix)
13. Ich bin Du (Extended Club Mix)
14. Der Neue Gott (Jack is Dub Mix)
15. Mein Herz (Urversion)

## Single
- Ich bin Du
- Der Neue Gott